# Саут-Гейт (Каліфорнія)
Саут-Гейт (англ. South Gate) — місто (англ. city) в США, в окрузі Лос-Анджелес штату Каліфорнія. Населення — 92 726 осіб (2020).

## Географія
Саут-Гейт розташований за координатами 33°56′39″ пн. ш. 118°11′34″ зх. д. / 33.94417° пн. ш. 118.19278° зх. д. (33.944159, -118.192761).  За даними Бюро перепису населення США в 2010 році місто мало площу 19,04 км², з яких 18,74 км² — суходіл та 0,30 км² — водойми.

## Демографія
Згідно з переписом 2010 року, у місті мешкало 94 396 осіб у 23 278 домогосподарствах у складі 20 150 родин. Густота населення становила 4957 осіб/км².  Було 24160 помешкань (1269/км²).
Расовий склад населення:
| - 50,5 % — білих - 0,9 % — корінних американців - 0,9 % — чорних або афроамериканців - 0,8 % — азіатів - 0,1 % — вихідців з тихоокеанських островів - 43,0 % — осіб інших рас |

До двох чи більше рас належало 3,7 %. Частка іспаномовних становила 94,8 % від усіх жителів.
За віковим діапазоном населення розподілялося таким чином: 31,1 % — особи молодші 18 років, 61,9 % — особи у віці 18—64 років, 7,0 % — особи у віці 65 років та старші. Медіана віку мешканця становила 29,4 року. На 100 осіб жіночої статі у місті припадало 96,4 чоловіків;  на 100 жінок у віці від 18 років та старших — 93,9 чоловіків також старших 18 років.
Середній дохід на одне домашнє господарство  становив 54 546 доларів США (медіана — 43 552), а середній дохід на одну сім'ю — 55 686 доларів (медіана — 45 362). Медіана доходів становила 31 326 доларів для чоловіків та 29 107 доларів для жінок. За межею бідності перебувало 20,0 % осіб, у тому числі 27,9 % дітей у віці до 18 років та 16,4 % осіб у віці 65 років та старших.
Цивільне працевлаштоване населення становило 40 108 осіб. Основні галузі зайнятості: освіта, охорона здоров'я та соціальна допомога — 17,7 %, виробництво — 17,6 %, роздрібна торгівля — 13,4 %.